# Новоіванівка (Синельниківський район)
Новоіва́нівка — село в Україні, у Синельниківському районі Дніпропетровської області. Входить до складу Васильківської селищної громади. Населення становить 148 осіб.

## Географія
Село Новоіванівка розташоване на заході Васильківського району на лівому березі річки Соломчина. На півдні межує з селом Рубанівське, на сході з селом Тихе, на півночі з селом Іванівське та на заході з селом Партизани.

## Історія
Під час організованого радянською владою Голодомору 1932—1933 років померло щонайменше 55 жителів села.
До 2018 року орган місцевого самоврядування — Письменська селищна рада.
12 червня 2020 року, відповідно до розпорядження Кабінету Міністрів України № 709-р від «Про визначення адміністративних центрів та затвердження територій територіальних громад Дніпропетровської області», увійшло до складу Васильківської селищної громади.
19 липня 2020 року, в результаті адміністративно-територіальної реформи і ліквідації Васильківського району, село увійшло до складу новоутвореного Синельниківського району.